# VV Velox in het seizoen 1968/69
Het seizoen 1968/1969 was het 11e jaar in het bestaan van de Utrechtse betaaldvoetbalclub Velox. De club kwam uit in de Tweede divisie en eindigde daarin op de 10e plaats. Tevens deed de club mee aan het toernooi om de KNVB beker, hierin werd de club in de eerste ronde uitgeschakeld door D.F.C. (0–2).

## Wedstrijdstatistieken

### Tweede divisie
|       | AGOVV | Baronie | SC Drente | EDO   | Excelsior | Fortuna | Gooiland | De Graafschap | Hermes DVS | Heerenveen | Limburgia | NOAD  | PEC   | Roda JC | FC VVV | ZFC   | Zwolsche Boys |
| ----- | ----- | ------- | --------- | ----- | --------- | ------- | -------- | ------------- | ---------- | ---------- | --------- | ----- | ----- | ------- | ------ | ----- | ------------- |
| Thuis | 1 – 3 | 3 – 1   | 4 – 0     | 2 – 0 | 2 – 0     | 1 – 1   | 1 – 2    | 1 – 3         | 1 – 2      | 1 – 1      | 1 – 0     | 0 – 0 | 5 – 1 | 3 – 2   | 8 – 0  | 2 – 1 | 0 – 2         |
| Uit   | 2 – 2 | 0 – 0   | 7 – 2     | 1 – 2 | 4 – 0     | 2 – 0   | 1 – 1    | 0 – 0         | 1 – 2      | 2 – 1      | 1 – 1     | 3 – 1 | 1 – 2 | 2 – 1   | 1 – 1  | 0 – 0 | 5 – 0         |

### KNVB beker
| 1e ronde                                      | Velox | 0 – 2 (0 – 1) | D.F.C.                          |
| 15 september 1968 Plaats: Utrecht Galgenwaard |       |               | 37' Ton Kemper 56' Frans Struis |

## Statistieken Velox 1968/1969

### Eindstand Velox in de Nederlandse Tweede divisie 1968 / 1969
| Stand | Gespeeld | Gewonnen | Gelijk | Verloren | Punten | Doelpunten voor | Doelpunten tegen |
| ----- | -------- | -------- | ------ | -------- | ------ | --------------- | ---------------- |
| 10e   | 34       | 12       | 10     | 12       | 34     | 52              | 52               |

### Topscorers
| #                | Naam                         | Goal |
| ---------------- | ---------------------------- | ---- |
| 1.               | Marco Cabo                   | 13   |
| 2.               | Cor Adelaar                  | 9    |
| 3.               | Gerard Matthijssen           | 6    |
| 3.               | Piet de Vries                | 6    |
| 5.               | Harrie Hilverts              | 5    |
| 6.               | Paul Behm                    | 3    |
| 6.               | Cees van den Berg            | 3    |
| 8.               | Willem van Arnhem            | 1    |
| 8.               | Arie Bransen                 | 1    |
| 8.               | Wim Meijrink                 | 1    |
| 8.               | Willem Pot                   | 1    |
| 8.               | Karel Sülzle                 | 1    |
| Eigen doelpunten |                              |      |
| –                | Emil Klostermann (Limburgia) |      |
| –                | Joop Rooders (Gooiland)      |      |
| Totaal           | Totaal                       | 52   |

| #      | Naam        | Goal |
| ------ | ----------- | ---- |
| –      | Geen speler | 0    |
| Totaal | Totaal      | 0    |

## Voetnoten
AGOVV · Baronie · SC Drente · EDO · Excelsior · Fortuna · Gooiland · De Graafschap · Heerenveen · Hermes DVS · Limburgia · NOAD · PEC · Roda JC · Velox · FC VVV · ZFC · Zwolsche Boys